# Ferronigerita-6N6S
La ferronigerita-6N6S és un mineral de la classe dels òxids, que pertany al grup de la nigerita. Rep`el nom com a mineral dominant de ferro del grup de la nigerita, i pel polisoma 6N6S.

## Característiques
La ferronigerita-6N6S és un hidròxid de fórmula química (Al,Fe,Zn)₃(Al,Sn,Fe)₈O15(OH). Cristal·litza en el sistema trigonal.
Segons la classificació de Nickel-Strunz, la ferronigerita-6N6S pertany a «04.FC: Hidròxids (sense V o U), amb OH, sense H₂O; octaedres que comparetixen angles» juntament amb els següents minerals: bernalita, dzhalindita, söhngeïta, burtita, mushistonita, natanita, schoenfliesita, vismirnovita, wickmanita, jeanbandyita, mopungita, stottita, tetrawickmanita, ferronigerita-2N1S, magnesionigerita-6N6S, magnesionigerita-2N1S, zinconigerita-2N1S, zinconigerita-6N6S, magnesiotaaffeïta-6N'3S i magnesiotaaffeïta-2N'2S.

## Formació i jaciments
Va ser descoberta a la pegmatita Rosendal, a la localitat de Kimitoön (Finlàndia Pròpia, Finlàndia). També ha estat descrita a la pegmatita Rakokivenmäki, a la també localitat finlandesa de Heinola (a la regió de Päijät-Häme), al dipòsit de skarn del mont Garnet, a Queensland (Austràlia) i a la pegmatita-aplita de Lousas, al districte de Vila Real (Portugal). Aquests indrets són els únics de tot el planeta on ha estat descrita aquesta espècie mineral.